# Kanton-Hongkong-Streik
Der Kanton-Hongkong-Streik war eine der größten und längsten antikolonialen Protestaktionen in der Republik China gegen die Großmächte, die sich mittels der „Ungleichen Verträge“ in China Territorialrechte verschafft hatten. Die Arbeitsniederlegungen begannen am 19. Juni 1925 und endeten am 10. Oktober 1926.
Die Teilnehmer des Streiks, deren Anzahl mit mehr als 250.000 Menschen angegeben wird, waren Studenten, Akademiker, Arbeiter und Händler aus dem britisch besetzten Hongkong sowie der anglo-französischen Konzession in Shamian. Auslöser war der sogenannte Zwischenfall am 30. Mai, bei welchem britische Polizeikräfte mehrere chinesische Demonstranten erschossen hatten.

## Hintergründe
Am 30. Mai 1925 beschossen britische Polizeikräfte auf Befehl der Kolonialverwaltung in der ausländischen Konzession in Shanghai eine Ansammlung von Studenten, welche gegen den „Kolonialismus fremder Mächte“ in China protestierten. Zumindest 13 Demonstranten wurden getötet und mehrere verletzt. Die Spannungen spitzten sich zu, als Truppen unter ausländischer Leitung mehr als 50 Chinesen während einer ähnlichen Kundgebung in Shamian töteten. Daraufhin rief die Nationale Volkspartei Chinas (Kuomintang), unterstützt im Rahmen der ersten Phase der Zusammenarbeit von der Kommunistischen Partei Chinas (KPCh), alle Chinesen in Hongkong und Shamian zur Arbeitsniederlegung sowie zum Verlassen beider Städte auf. Verteilt wurden freie Fahrscheine für Dampfer und Züge.
Die Streikenden kamen den Aufrufen nach und gingen in die unter der Kontrolle der nationalchinesischen Regierung stehenden Gebiete. Verbliebene chinesische Händler schlossen ihre Geschäfte. Nach Berichten von Zeitzeugen „verwandelte sich Hongkong in eine Geisterstadt“. Schon in der ersten Woche des Streiks verließen 50.000 Chinesen Hongkong, Ende Juli folgten weitere 250.000. Zusätzlich riefen die Organisatoren zu einem Boykott englischer Waren und der wirtschaftlichen Blockade Hongkongs auf. Bewaffnete Streikposten sorgten für die Einhaltung der Maßnahmen. Die britische Kolonialmacht drohte daraufhin mit der Besetzung von Guangzhou (Kanton). Dies veranlasste die chinesische Nationalregierung zum Rückruf der Streikposten, die ohnehin nicht nötig waren, da die Chinesen den Aufrufen bereitwillig folgten.
Der Kanton-Hongkong-Streik schwächte den wirtschaftlichen und politischen Einfluss Großbritanniens in China. Die britische Regierung lieh englischen Unternehmen in Hongkong über drei Millionen Pfund, um einen wirtschaftlichen Zusammenbruch zu verhindern. Im Laufe des Streiks nahm der Handel in Hongkong um 50 Prozent und Mieten um 60 Prozent ab. Der Boykott wirkte noch einige Monate nach dem Ende der Arbeitsniederlegung. Die Maßnahmen endeten am 10. Oktober 1926 in gemeinsamer Absprache zwischen der Kuomintang und der KPCh, da sämtliche Kräfte für den am 1. Juni 1926 begonnenen Nordfeldzug benötigt wurden.
Der Streik wird in André Malraux’ Roman Les Conquérants (1928; deutsch: Die Eroberer) geschildert.